# Jonathan Hayes (giocatore di football americano)
Jonathan Michael Hayes (Fort Lauderdale, 11 agosto 1962) è un ex giocatore di football americano e allenatore di football americano statunitense che ha militato nel ruolo di tight end nella National Football League.

## Carriera da giocatore
Hayes fu scelto nel corso del secondo giro (41º assoluto) del Draft NFL 1985 dai Kansas City Chiefs. Vi giocò per la maggior parte della carriera fino al 1993, quando fece registrare un primato personale di 331 yard ricevute. Il suo primato stagionale di touchdown invece fu di 2, ottenuto quattro volte. Nel 1994 passò ai Pittsburgh Steelers con cui l'anno seguente raggiunse il Super Bowl XXX, perso contro i Dallas Cowboys. Si ritirò dopo la stagione 1996 per intraprendere la carriera di allenatore.

## Palmarès
- American Football Conference Championship: 1

Pittsburgh Steelers: 1995

## Famiglia
È il padre di Jaxson Hayes, cestista dei Los Angeles Lakers della NBA.